# Liste des compagnies aériennes du Botswana
 (mai 2021).
Ceci est une liste des compagnies aériennes du Botswana qui ont un certificat d'exploitant aérien délivré par l'Autorité de l'aviation civile du Botswana (en),.
| Compagnie                       | Image | AITA | OACI | Indicatif               | Hub                                | Année de lancement |
| ------------------------------- | ----- | ---- | ---- | ----------------------- | ---------------------------------- | ------------------ |
| Air Botswana                    |       | BP   | BOT  | Botswana                | Aéroport international de Gaborone | 1972               |
| Blue Sky Airways                |       |      |      | Flying Mission Services | Aéroport international de Gaborone | 1977               |
| Kalahari Air Services & Charter |       |      |      | Air Charter Botswana    | Aéroport international de Gaborone | 1968               |
| Mack Air (en)                   |       |      | MKB  | Greentail               |                                    | 1994               |
| Moremi Air                      |       |      |      |                         | Aéroport de Maun                   | 1997               |
| Northern Air                    |       |      |      |                         |                                    |                    |
| Wilderness Air (en)             |       |      | WLD  | Wilderness              | Aéroport de Maun                   | 1991               |
| Debswana                        |       |      |      |                         | Aéroport international de Gaborone | 1978               |
| Kavango Air                     |       |      |      |                         |                                    | 2005               |
| Major Blue Air                  |       |      |      |                         | Aéroport de Maun                   | 2010               |